# ハロルド・プリンス
ハロルド・プリンス（英: Harold Prince, 1928年1月30日 - 2019年7月31日）は、アメリカ合衆国の演劇プロデューサー 、演出家。
『ウエスト・サイド・ストーリー』、『屋根の上のバイオリン弾き』、『キャバレー』、『オペラ座の怪人』など数々のブロードウェイ・ミュージカルを生み出したことで知られる。個人として史上最多である21度のトニー賞を受賞している。2000年には「アメリカのミュージカルの性質を変えた」としてナショナル・メダル・オブ・アーツ（全米芸術勲章）を授与された。

## 経歴・人物

### 生い立ち
ハロルド・プリンスは ミルトン・A・プリンスとブランチ・スターンの間にニューヨーク市 に生まれた。名門ドワイト・スクールを卒業後、16歳でペンシルベニア大学に進学し、19歳で卒業した。朝鮮戦争でアメリカ陸軍に徴兵され、第二次世界大戦後のドイツなどで2年間過ごした。西ドイツ・シュトゥットガルトに駐屯中に、プリンスが観たショーに登場したMCが、後に『キャバレー』のエムシー役のモデルとなっている。

### キャリア
プリンスは、20歳の時、演劇プロデューサーで演出家のジョージ・アボットの助手として演劇界でのキャリアをスタートさせた。2年間の徴兵から帰還した後、ジョージ・アボットとジェローム・ロビンス共同演出、ボブ・フォッシー振付の『パジャマ・ゲーム』をアボットと共同プロデュースし、1955年のトニー賞最優秀ミュージカル賞を受賞した。1962年の『ファミリー・アフェア』から演出家として活動し始めるもののヒットに恵まれなかったが、1966年に『キャバレー』が大成功する。1970年には、『ウエスト・サイド・ストーリー』（1957年）に作詞家として参加した作曲家・作詞家のスティーヴン・ソンドハイムとのコラボレーションを始め、共に『カンパニー』（1970年）、『フォリーズ』（1971年）、『リトル・ナイト・ミュージック』（1973年）、『太平洋序曲』（1976年）、『スウィーニー・トッド』（1979年）、『メリリー・ウィー・ロール・アロング』（1981年）などの作品を生み出した。 
アンドリュー・ロイド・ウェバーの『エビータ』（1979年）と『オペラ座の怪人』（1986年）の演出を手掛けたことでも有名であり、ウエストエンドとブロードウェイでのロングラン記録を誇る『オペラ座の怪人』は共にハロルド・プリンスのオリジナル演出版である。『キャッツ』の演出も依頼されていたが、断っている。
無名であったジェイソン・ロバート・ブラウンを発掘したのは、ハロルド・プリンスの娘で演出家のデイジー・プリンスであり、デイジー・プリンスの推薦で、ハロルド・プリンスが『パレード』（1999年）の作曲家・作詞家として採用した。この作品で、ジェイソン・ロバート・ブラウンはブロードウェイデビューを飾り、初めてトニー賞を受賞した。
ハロルド・プリンスは、数々の作品で21回トニー賞受賞しており、個人としては歴代最多受賞となる。
2015年10月から12月にハロルド・プリンス演出の『プリンス・オブ・ブロードウェイ』が日本で世界初演された。

### 私生活
プリンスは、1962年10月26日に作曲家サウル・チャップリンの娘であるジュディー・チャップリンと結婚した。娘のデイジー・プリンスは演出家、息子のチャールズ・プリンスは指揮者として活動している。娘の夫は俳優のアレクサンダー・チャップリンである。

## 作品

### 舞台
| - Tickets, Please! (1950) - アシスタント・ステージ・マネージャー (舞台監督助手) - Call Me Madam (1950) - アシスタント・ステージ・マネージャー (舞台監督助手) - Wonderful Town (1953) 『ワンダフル・タウン』 - ステージ・マネージャー (舞台監督) - The Pajama Game (1954) - 共同プロデューサー - Damn Yankees (1955) 『くたばれ!ヤンキース』 - 共同プロデューサー - New Girl in Town (1957) - 共同プロデューサー - West Side Story (1957) 『ウエスト・サイド・ストーリー』- 共同プロデューサー - Fiorello! (1959) - 共同プロデューサー - West Side Story (1960) - 共同プロデューサー - Tenderloin (1960) - 共同プロデューサー - A Call on Kuprin (1961) - プロデューサー - Take Her, She's Mine (1961) - プロデューサー - A Family Affair (1962) - 演出家 - A Funny Thing Happened on the Way to the Forum (1962) 『ローマで起こった奇妙な出来事』 - プロデューサー - She Loves Me (1963) 『SHE LOVES ME』 - プロデューサー、演出 - Fiddler on the Roof (1964) 『屋根の上のバイオリン弾き』 - プロデューサー - Baker Street (1964) - 演出家 - Flora, The Red Menace (1965) - プロデューサー - It's a Bird...It's a Plane...It's Superman (1966) - プロデューサー、演出 - Cabaret (1966) 『キャバレー』 - プロデューサー、演出 - Zorba (1968) 『その男ゾルバ』 - プロデューサー、演出 - Company (1970) 『カンパニー』 - プロデューサー、演出 - Follies (1971) - プロデューサー、演出 - The Great God Brown (1972) - 芸術監督 - Dom Juan (1972) - 芸術監督 - A Little Night Music (1973) 『リトル・ナイト・ミュージック』 - プロデューサー、演出 - Sondheim: A Musical Tribute (1973) - 出演者 - The Visit (1973) - 演出 - Chemin de Fer (1973) - 芸術監督 - Holiday (1973) - 芸術監督 | - Candide (1974) 『キャンディード』 - プロデューサー、演出 - Love for Love (1974) - 演出 - The Member of the Wedding (1975) - 芸術監督 - The Rules of the Game (1974) - 芸術監督 - Pacific Overtures (1976) 『太平洋序曲』 - プロデューサー、演出 - Side by Side by Sondheim (1977) - プロデューサー - Some of My Best Friends (1977) - 演出 - On the Twentieth Century (1978) 『20世紀号に乗って』 - 演出 - Sweeney Todd (1979) 『スウィーニー・トッド』 - 演出 - Evita (1979) 『エビータ』 - 演出 - Merrily We Roll Along (1981) 『メリリー・ウィー・ロール・アロング』 - 演出 - Willie Stark (1981) - 演出 - A Doll's Life (1982) - プロデューサー、演出 - Play Memory (1984) - 演出 - Grind (1985) - プロデューサー - The Phantom of the Opera (1986) 『オペラ座の怪人』 - 演出 - Roza (1987) - 演出 - Cabaret (1987) 『キャバレー』 - 演出 - Grandchild Of Kings (1991) - 潤色、演出 - Kiss of the Spider Woman (1993) 『蜘蛛女のキス』 - 演出 - Show Boat (1994) - 演出 - The Petrified Prince (1994) - 演出 - Whistle Down the Wind (1996) - Candide (1997) 『キャンディード』 - 演出 - Parade (1998) - 演出、共同原案 - 3hree (2000) - スーパバイザー、演出 - Hollywood Arms (2002) - プロデューサー、演出 - Bounce (2003) - 演出 - Lovemusik (2007) - 演出 - Prince of Broadway（2015）『プリンス・オブ・ブロードウェイ』 - 演出 |

### 映画
- Something for Everyone (1970) - 監督
- A Little Night Music (1977) - 監督

## 受賞とノミネート
| 受賞 - 1955年 トニー賞 最優秀ミュージカル賞 - The Pajama Game (プロデューサー) - 1956年 トニー賞 最優秀ミュージカル賞 - Damn Yankees (プロデューサー) - 1960年 トニー賞 最優秀ミュージカル賞 - Fiorello! (プロデューサー) - 1963年 トニー賞 最優秀ミュージカル賞 - A Funny Thing Happened on the Way to the Forum (プロデューサー) - 1963年 トニー賞 最優秀プロデューサー賞 - A Funny Thing Happened on the Way to the Forum - 1965年 トニー賞 最優秀ミュージカル賞 - Fiddler on the Roof (プロデューサー) - 1965年 トニー賞 最優秀プロデューサー賞 - Fiddler on the Roof - 1967年 トニー賞 最優秀演出賞 - Cabaret - 1967年 トニー賞 最優秀ミュージカル賞 - Cabaret (プロデューサー) - 1970年 ドラマ・デスク賞 最優秀演出賞 - Company - 1971年 ドラマ・デスク賞 最優秀演出賞 - Follies - 1971年 トニー賞 最優秀ミュージカル演出賞 - Company - 1971年 トニー賞 最優秀ミュージカル賞 - Company (プロデューサー) - 1972年 トニー賞 最優秀ミュージカル演出賞 - Follies - 1972年 トニー賞 特別賞 - Fiddler on the Roof - 1973年 ドラマ・デスク賞 最優秀演出賞 - A Little Night Music - 1973年 ドラマ・デスク賞 最優秀演出賞 - The Great God Brown - 1973年 トニー賞 最優秀ミュージカル賞 - A Little Night Music (プロデューサー) - 1974年 ドラマ・デスク賞 最優秀演出賞 - Candide - 1974年 ドラマ・デスク賞 最優秀演出賞 - The Visit - 1974年 トニー賞 最優秀ミュージカル演出賞 - Candide - 1974年 トニー賞 特別賞 - Candide - 1979年 ドラマ・デスク賞 最優秀ミュージカル演出賞 - Sweeney Todd - 1979年 トニー賞 最優秀ミュージカル演出賞 - Sweeney Todd - 1980年 ドラマ・デスク賞 最優秀ミュージカル演出賞 - Evita - 1980年 トニー賞 最優秀ミュージカル演出賞 - Evita - 1988年 ドラマ・デスク賞 最優秀ミュージカル演出賞 - The Phantom of the Opera - 1988年 トニー賞 最優秀ミュージカル演出賞 - The Phantom of the Opera - 1995年 ドラマ・デスク賞 最優秀ミュージカル演出賞 - Show Boat - 1995年 トニー賞 最優秀ミュージカル演出賞 - Show Boat - 2006年 トニー賞 功労賞 | ノミネート - 1958年 トニー賞 最優秀ミュージカル賞 - New Girl in Town (プロデューサー) - 1958年 トニー賞 最優秀ミュージカル賞 - West Side Story (プロデューサー) - 1964年 トニー賞 最優秀ミュージカル演出賞 - She Loves Me - 1964年 トニー賞 最優秀ミュージカル賞 - She Loves Me (プロデューサー) - 1964年 トニー賞 最優秀ミュージカルプロデューサー賞 - She Loves Me - 1969年 トニー賞 最優秀ミュージカル演出賞 - Zorba - 1969年 トニー賞 最優秀ミュージカル賞 - Zorba (プロデューサー) - 1972年 トニー賞 最優秀ミュージカル賞 - Follies (プロデューサー) - 1973年 トニー賞 最優秀ミュージカル演出賞 - A Little Night Music - 1976年 ドラマ・デスク賞 最優秀ミュージカル演出賞 - Pacific Overtures - 1976年 ドラマ・デスク賞 最優秀ミュージカル／脚本賞 - Pacific Overtures (プロデューサー) - 1976年 トニー賞 最優秀ミュージカル演出賞 - Pacific Overtures - 1976年 トニー賞 最優秀ミュージカル賞 - Pacific Overtures (プロデューサー) - 1977年 ドラマ・デスク賞ユニーク演劇体験賞 - Side by Side by Sondheim - 1977年 トニー賞 最優秀ミュージカル賞 - Side by Side by Sondheim (プロデューサー) - 1978年 トニー賞 最優秀ミュージカル演出賞 - On the Twentieth Century - 1985年 トニー賞 最優秀ミュージカル演出賞 - Grind - 1985年 トニー賞 最優秀ミュージカル賞 - Grind (プロデューサー) - 1988年 ドラマ・デスク賞 最優秀ミュージカル演出賞 - Cabaret - 1993年 トニー賞 最優秀ミュージカル演出賞 - Kiss of the Spider Woman - 1999年 ドラマ・デスク賞 最優秀ミュージカル演出賞 - Parade - 1999年 トニー賞 最優秀ミュージカル演出賞 - Parade - 2007年 ドラマ・デスク賞 最優秀ミュージカル演出賞 - Lovemusik |

## 関連人物
- スティーヴン・ソンドハイム
- アンドリュー・ロイド・ウェバー
- ボブ・フォッシー
- ジェローム・ロビンス
- スーザン・ストローマン

## 参考
1. ↑  "Harold Prince Papers, Billy Rose Theatre Division, The New York Public Library"
2. ↑  "Harold Prince Interview -- Academy of Achievement"
3. ↑  "Jason Robert Brown Enjoys a Parade of Prince-ly Collaborators"
4. ↑  "Tony Awards Facts & Trivia"
5. ↑  "ワールドプレミア ミュージカルプリンス・オブ・ブロードウェイ"